# Aluligera leucocephala
Aluligera leucocephala är en tvåvingeart som beskrevs av Richards 1966. Aluligera leucocephala ingår i släktet Aluligera och familjen hoppflugor.
Artens utbredningsområde är Kongo. Inga underarter finns listade i Catalogue of Life.